# Irina Schnittke
Irina Fiodorovna Schnittke (en russe : Ирина Фёдоровна Шнитке, née Kataïeva) est une pianiste soviétique puis russe, née en 1940 à Léningrad, en Union soviétique. Elle est l'épouse du compositeur Alfred Schnittke.

## Biographie
Elle étudie au Conservatoire de Léningrad puis à l'Institut Gnesin de Moscou. Son répertoire porte essentiellement sur la musique russe du XXe siècle, incluant Chostakovitch, Prokofiev, et Schnittke. Elle épouse ce dernier en 1961. Schnittke, quant à lui, lui dédie sa Sonate pour piano n° 2.
Irina Schnittke a travaillé avec Lubotski, Rostropovich, Rojdestvenski. L'essentiel de ses collaborations en duo a été fait avec la pianiste Victoria Postnikova. Elle a également effectué de nombreuses interprétations en tant que soliste.